# Chiesa di Santo Stefano a Parmigno
La chiesa di Santo Stefano a Parmigno si trova nell'omonimo borgo abbandonato sulle pendici della Calvana, nel comune di Vaiano.
Conserva forme del tardo XII secolo, ma la zona posteriore fu trasformata per un crollo. All'interno si trova un affresco con la Madonna, il Bambino e Santi, di Antonio di Miniato (1438).